# Fältsparvar
Fältsparvar (Emberizidae) är en fågelfamilj inom ordningen tättingar. De förekommer i Eurasien och Afrika. Arterna inom familjen är fröätare och har en konformig näbb. Många av arterna har också ett distinkt tecknat huvud.

## Systematik
Ett stort antal arten och släkten med naturlig utbredning på alla kontinenter utom Australien och Antarktis har tidigare förts till familjen. Ett antal DNA-studier har dock visat att arterna inte är varandras närmaste släktingar och den stora merparten har därför urskiljts till egna eller förts till andra familjer:
- Lappsparvar och snösparvar förs den egna familjen sporrsparvar.[1]
- Tidigare fördes även de amerikanska sparvarna till familjen men det är inte säkert att de är varandras närmsta släktingar och merparten auktoriteter behandlar idag dem som två olika familjer.[2]
- Ett stort antal neotropiska arter har visat sig stå närmare tangarorna i Thraupidae och förs numera dit, ett släkte (Amaurospiza) dock till kardinalerna (Cardinalidae).

Kvar återstår ett 40-tal arter traditionellt fördelade på det dominerande släktet Emberiza samt de två monotypiska släktena Melophus (tofssparv) och Latoucheornis (skiffersparv). DNA-studier visar dock att de båda är en del av Emberiza, varför de flesta auktoriteter urskiljer endast släktet Emberiza i familjen. Vissa har dock valt att istället dela upp Emberiza i flera släkten. För denna släktesindelning, och arter i släktena, se artikeln om Emberiza. 
Trots att arterna har trivialnamnet "sparvar" är familjen inte nära besläktad med exempelvis gråsparven i familjen sparvfinkar (Passeridae).